# San Vicente Pacaya
San Vicente Pacaya – miasto w Gwatemali w departamencie Escuintla. Leży około 30 km na północny wschód od stolicy departamentu miasta Escuintla, w górach Sierra Madre de Chiapas, u podnóża aktywnego wulkanu Pacaya. Nazwa miasta pochodzi od nazwy wulkanu oraz na część św. Wincentego. Według danych szacunkowych w 2012 roku liczba ludności miasta wyniosła 8983 mieszkańców.

## Gmina San Vicente Pacaya
Miasto jest siedzibą władz gminy o tej samej nazwie, która w 2012 roku liczyła 17 059 mieszkańców. Gmina jest nieduża, a jej powierzchnia obejmuje 236 km².